# 뉴질랜드 정부
뉴질랜드 정부(마오리어: Te Kāwanatanga o Aotearoa)는 뉴질랜드에서 정치적 권한이 행사되는 중앙정부로, 1852년 뉴질랜드 헌법을 통해 공식적으로 수립되었다. 대부분의 다른 의원내각제 국가와 마찬가지로 "정부"라는 용어는 주로 행정부를 지칭하며, 더 구체적으로는 행정부를 지휘하는 집단 장관단을 의미한다. 책임정부의 원칙에 기반하여, "국왕이 통치하지만, 정부는 하원의 지지를 받는 범위를 통치한다"는 틀 안에서 운영된다. 내각 매뉴얼은 정부의 운영과 관련된 주요 법률, 규칙 및 관례를 설명한다.
행정권은 모든 장관들이 행사하며, 이들은 모두 행정위원회에 선서하고, 선출된 입법부인 뉴질랜드 하원에 책임을 진다. 몇몇 주요 장관들(보통 20명)은 내각이라고 불리는 집단 의사결정 기구를 구성하며, 이들은 뉴질랜드의 총리(현재는 크리스토퍼 럭슨)가 이끈다. 일부 장관들(보통 부장관)은 행정위원회에 속하지만 내각에는 속하지 않는다. 대부분의 장관들은 부처나 정책 분야와 같은 특정한 책임 영역(포트폴리오)을 가지고 있지만, 비책임 영역 장관도 임명될 수 있다.
총리직은 하원 의원 다수의 신임을 얻는 사람이 차지한다. 이 직책은 정부를 이끄는 정당의 내부 지도부 투표나 정당 간의 지지 협정 등 여러 다른 요소에 의해 결정된다. 총리와 다른 장관들은 공식적으로 뉴질랜드에서 국왕의 개인 대표인 뉴질랜드의 총독이 임명한다. 관례적으로, 총독은 총리의 조언에 따라 장관을 임명한다.

## 참고